# Baszta Grzebieniarzy w Krakowie
Baszta Grzebieniarzy (nazywana również Basztą Grzebienników) – baszta w ciągu murów miejskich Krakowa, położona prawdopodobnie pomiędzy basztami Prochową II a Przekupników, czyli w miejscu dzisiejszego zaplecza kościoła św. Krzyża. Z powodu braku wiarygodnych źródeł ikonograficznych i historycznych istnienie owej baszty w opisach fortyfikacji miejskich Krakowa jest pomijane.

## Historia
Ambroży Grabowski opisuje ją jako basztę ośmioboczną a w niej sztyber murowany. Basztę mieli bronić grzebieniarze i kartownicy, którzy od 1532 posiadali własny cech. Grabowski pisze również o braku jakiegokolwiek materiału ikonograficznego owej baszty, nadmieniając o braku akwarel Jerzego Głogowskiego, a więc w pierwszych latach XIX wieku baszta mogła już nie istnieć. Józef Muczkowski pisząc o systemie fortyfikacji miejskich w Krakowie w 1911 wymienia od bramy Mikołajskiej po bramę Floriańską w murze obronnym 8 baszt czworobocznych u podstawy i półokrągłych u góry, wymienia wśród nich basztę cechu Grzebieniarzy, publikuje również akwarelę Jerzego Głogowskiego przedstawiającą basztę ale stawia przy nazwie baszty znak zapytania. 